# Savtjärnet
Savtjärnet är en sjö i Arvika kommun i Värmland och ingår i Göta älvs huvudavrinningsområde. Sjön är 8 meter djup, har en yta på 0,222 kvadratkilometer och befinner sig 161,8 meter över havet.

## Delavrinningsområde
Savtjärnet ingår i det delavrinningsområde (663616-131996) som SMHI kallar för Mynnar i Gunnern. Medelhöjden är 198 meter över havet och ytan är 34,17 kvadratkilometer. Det finns inga avrinningsområden uppströms utan avrinningsområdet är högsta punkten. Gårdsåsälven som avvattnar avrinningsområdet har biflödesordning 4, vilket innebär att vattnet flödar genom totalt 4 vattendrag innan det når havet efter 294 kilometer. Avrinningsområdet består mestadels av skog (71 procent). Avrinningsområdet har 0,47 kvadratkilometer vattenytor vilket ger det en sjöprocent på 1,4 procent.